# 요제프 하더
요제프 하더(독일어: Josef Hader, 1962년 2월 14일~)는 오스트리아의 배우, 영화 감독, 각본가이다.

## 작품 목록

### 영화
- 아서와 클레어 (2018년)
- 와일드 마우스 (2017년)
- 슈테판 츠바이크: 패러웰 투 유럽 (2016년)
- 비포 던 (2016년)
- 미 앤 카민스키 (2015년)
- 라이프 이터널 (2015년)
- 카프카의 굴 (2014년)
- 더 본 맨 (2009년)
- 거짓말 소동 (2009년)
- 하운드 (2007년)
- 실렌티움 (2004년)
- 블루 문 (2002년)
- 노상 강도 (2000년)